# ناصح ناطق
ناصح ناطق (زاده ۱۲۸۴ تبریز – درگذشته ۱۳۶۴ تهران)، نویسنده، مترجم، سیاستمدار و مهندس اهل ایران بود، او فرزند میرزا جواد ناطق و پدر هما ناطق بود.

## زندگی‌نامه
ناصح ناطق یکی از تکنوکرات‌های ایران بود که از او بسیاری از بناهای تاریخی و راه‌های موجود کشور به یادگار مانده است. او از جمع دانشجویان اعزامی دوره رضاشاه به فرنگ بود، همچنان مهدی بازرگان، غلامعلی فریور، یدالله سحابی، صفی اصفیا و دیگران. ناصح که از دل مبارزات مشروطه به عنوان یک آذربایجانی علاقه‌مند به ایران بیرون آمده بود همین حس و حال را به فرزندش هما داد.
ناصح در ۱۲۸۴ در شهر تبریز پا به عرصه وجود گذاشت و در شش سالگی تحصیلات خود را آغاز کرد و در مدرسه‏‌ای درس خواند که اسمعیل امیرخیزی رئیس آن مدرسه بود. ناطق پس از اتمام تحصیلات ابتدائی و متوسطه در زادگاهش جهت ادامهٔ تحصیل به اروپا رفت و موفق به اخذ درجهٔ مهندسی در رشتهٔ راه و ساختمان شد. پس از بازگشت به ایران به استخدام وزارت راه و ترابری درآمد و مدت هشت سال مدیرکل ساختمان برنامه و بودجه بود و در ضمن، عضویت هیئت مدیره شرکت ساختمانی اتکو را، که ازکارهای مهم آن ساختمان سد کرج و سد سپیدرود بود، به عهده داشت. وی همچنین به زبان‌های آلمانی، انگلیسی، فرانسه و عربی مسلط بود. از تألیفات وی: "زندگی مانی و پیام او". از ترجمه‌های وی: "آدمک حصیری"، "جنایت سیلوستر بونارد" "شاهزاده خانم"، "آنژلیکا"، "ژانو و کولن"، "سپید و سیاه"، "میکرومیگاس". وی در راه‌سازی در ایران خدمات برجسته‌ای انجام داد و در احیاء ساختمان‌های قدیمی و نوسازی آن‌ها زحمات زیادی متحمل شد. مهندس ناطق گذشته از رشتهٔ تخصصی خود یک مترجم عالیمقام و ادیب پرمایه و فرهنگی پرتوان بود.
بنا به نوشتهٔ ایرج افشار «ناطق به زبان فارسی با نگاهی علمی، فرهنگی و ملی می‌نگریست و بدان اهمیت بسیار می‌داد و کوششهای باارزشی در این راه کرد از آن جمله است همراهی و همکاری با غلامحسین مصاحب و مهندس صفی اصفیا، احمد آرام و ذیگران برای یافتن و گزینش معادلهای فارسی برای واژه‌ها علمی و فنی مورد نیاز دائره‌المعارف. حاصل کار آنها فرهنگ اصطلاحات جغرافیائی شامل حدود هفتصد و پنجاه واژه است.»
وی مردی خیر بود. همه سال مبلغی اعتبار در نظر گرفته بود و صرف خرید کتاب برای کتابخانه ملی تبریز اختصاص می‌داد. همچنین مقدار زیادی کتاب برای محققان ایرانی فرانسه که مورد لزوم بود به مؤسسهٔ مطالعات ایرانی دانشگاه پاریس می‌فرستاد. همچنین مبلغ قابل توجهی برای ساختن بیمارستانی در تبریز پرداخت. ناصح ناطق در سال ۱۳۲۲ به اتفاق عده‏‌ای از رجال و افسران ارتش و مدیران و مهندسین راه‌آهن از طرف متفقین به جرم ژرمانوفیلی بازداشت و در اراک زندانی شد. این دوره اسارت قریب یک سال بطول انجامید. ناطق در ۱۳۶۴ در تهران درگذشت.